# Línea 9 (AUVASA)
La línea 9 de AUVASA tiene un recorrido diametral que cruza Valladolid de oeste a este pasando por el centro. Nace en el barrio de Parquesol y llega hasta el Hospital Río Hortega —al sur de barrio de Las Delicias— todos los días, y al polígono industrial de San Cristóbal los días laborables. También pasa por las estaciones de autobuses y de ferrocarril, y otros enclaves como el centro comercial El Corte Inglés, la plaza de toros y el parque del Campo Grande. Da servicio al aparcamiento disuasorio de C/ La India.
En cuanto al número de viajes, la línea 9 de Auvasa superó el millón y medio en 2016.

## Historia
La línea 9 surge de la renumeración de la línea 8A (Parquesol-Duque de la Victoria) el 7 de octubre de 2006. El 6 de diciembre de 2008 duplica su longitud al absorber la 6A (Delicias-Duque de la Victoria) con el motivo de facilitar el acceso desde el oeste de la ciudad al nuevo Hospital Universitario Río Hortega.

## Frecuencias

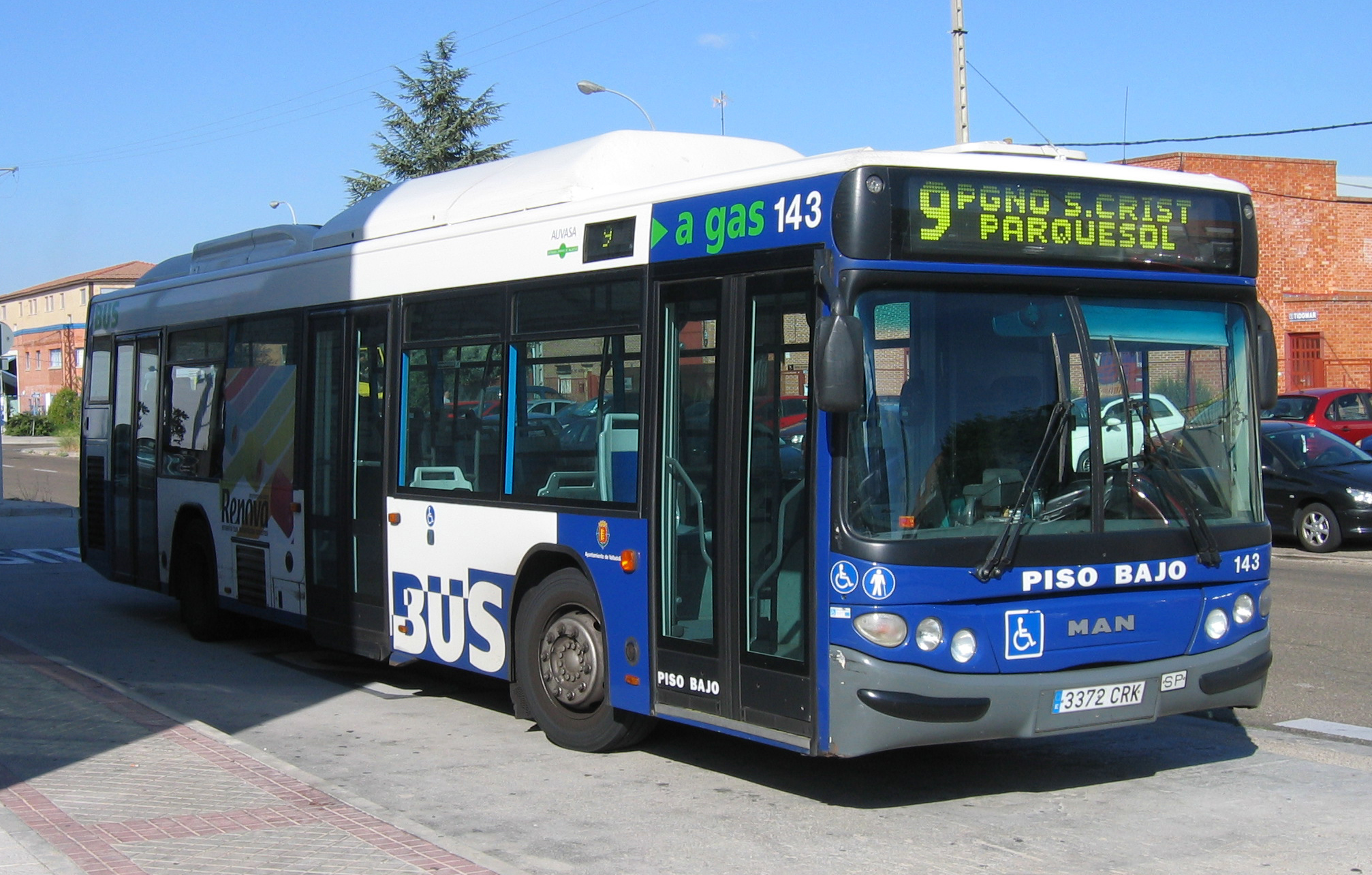
Bus 143 de Auvasa, en la calle Plata, realizando la línea 9.

Las frecuencias de paso programadas de la línea 9 entre septiembre y junio son:
| DÍA        | LUGAR DE SALIDA    | PRIMER SERVICIO           | ÚLTIMO SERVICIO           | FRECUENCIA MEDIA |
| ---------- | ------------------ | ------------------------- | ------------------------- | ---------------- |
| Laborables | PARQUESOL          | 7:15                      | 22:00                     | 15 min.          |
| Laborables | POL. SAN CRISTÓBAL | 7:15-7:30-7:45- 8:05-8:20 | 21:35-21:55- 22:05*-22:15 | 15 min.          |
| Sábados    | PARQUESOL          | 7:15-7:30                 | 22:00                     | 30 min.          |
| Sábados    | POL. SAN CRISTÓBAL | 7:30-8:05                 | 14:35                     | 30 min.          |
| Sábados    | DELICIAS           | 15:05                     | 22:05-22:15               | 30 min.          |
| Festivos   | PARQUESOL          | 7:15-7:30                 | 22:00                     | 30 min.          |
| Festivos   | DELICIAS           | 7:30-8:05                 | 22:05-22:15               | 30 min.          |

- En días laborables, el servicio de las 22:05* del Polígono San Cristóbal finaliza en Pza. Madrid 2.
- Los sábados, el último servicio de Parquesol al Polígono San Cristóbal sale a las 13:30. Posteriormente el recorrido finaliza en Delicias.

## Paradas
Nota: Al pinchar sobre los enlaces de las distintas paradas se muestra cuanto tiempo queda para que pase el autobús por esa parada.
| Hacia Delicias/Polígono San Cristóbal                        | Correspondencia con líneas: |
| ------------------------------------------------------------ | --------------------------- |
| C/ Eusebio González Suárez fte. Federico Landrove Moiño      | 8                           |
| C/ José Garrote Tebar 4 esq. Amadeo Arias                    | 8 C1                        |
| C/ José Garrote Tebar 20 esq. Manuel Silvela                 | 8 C1 U8                     |
| C/ Manuel Azaña 37                                           | -                           |
| C/ Manuel Azaña esq. Juan García Hortelano                   | -                           |
| C/ Hernando de Acuña esq. Manuel Azaña                       | -                           |
| C/ Hernando de Acuña 45 Bis                                  | -                           |
| C/ Hernando de Acuña 13 esq. Manuel Silvela                  | 8 C1                        |
| C/ Hernando de Acuña 1 esq. Mateo Seoane Sobral              | 8 C1 U8                     |
| C/ Dr. Villacián 5 esq. Mariano de los Cobos                 | C1                          |
| C/ Dr. Villacián 3 fte. Mº de Prado                          | C1                          |
| Pza. Juan de Austria centro comercial                        | F2                          |
| C/ Puente Colgante 47                                        | 2 F2                        |
| C/ Puente Colgante 1 fte. est. de autobuses                  | 2 U1 F2                     |
| C/ Estación del Norte Adif                                   | 2 F2                        |
| C/ Gamazo 17 esq. Bailén                                     | 2 7 18 19                   |
| C/ Panaderos 2 esq. Pza. España                              | 3 6 24 F3 F4                |
| C/ Panaderos 42 esq. Pza Caño Argales                        | 6 13 14                     |
| Avda. Segovia fte. 57                                        | 6 13 14 C2 F2               |
| Pº Farnesio fte. 19 fte. Arca Real                           | -                           |
| C/ Argales 4                                                 | -                           |
| C/ Argales fte. 21 Inst. Arca Real                           | -                           |
| C/ General Shelly 18 esq. Avda. Segovia                      | -                           |
| Pº Juan Carlos I fte. Bomberos Delicias                      | 19                          |
| C/ Miguel Ruiz de Temiño esq. Juan Carlos I sentido Hospital | 4 19 F2                     |
| C/ Armonio 22 esq. Castañuelas                               | 4 19 F2                     |
| C/ Dulzaina 2 Hospital Río Hortega                           | 17 F2                       |
| C/ Dulzaina esq. Arribes del Duero                           | F2                          |
| * C/ Pirita esq. Esmeralda                                   | 17 19                       |
| * C/ Pirita 10                                               | 13 17 19                    |
| * C/ Pirita fte. 67                                          | 19                          |
| * C/ Plata 41A gasolinera                                    | -                           |
| Hacia Parquesol                                              |                             |
| * C/ Plata 41A gasolinera                                    | -                           |
| * C/ Pirita 67                                               | 19                          |
| * C/ Pirita fte. 10 esq. Aluminio                            | 13 17 19                    |
| * C/ Pirita 13 fte. Esmeralda                                | 17 19                       |
| C/ Dulzaina esq. Palillos                                    | F2                          |
| C/ Castañuelas esq. Carraca                                  | F2                          |
| C/ Armonio esq. Laúd                                         | 4 19 F2                     |
| C/ Miguel Ruiz de Temiño esq. Juan Carlos I sentido centro   | 4 19 F2                     |
| C/ Embajadores 71                                            | 6 F2                        |
| C/ Embajadores 57 esq. Transición                            | 6 C1 F2                     |
| C/ Embajadores fte. 72 esq. Hornija                          | 6 C1 F2                     |
| C/ Embajadores fte. 58 Esc. Oficial de Idiomas               | 6 C1 F2                     |
| Avda. Segovia igl. del Carmen                                | 6 13 14 C1 F2               |
| Avda. Segovia 99 esq. Olmedo                                 | 6 13 14 C1 F2               |
| Avda. Segovia esq. Trabajo                                   | 6 13 14                     |
| C/ Labradores 45 esq. Niña Guapa                             | 6 13 14                     |
| Pza. Caño Argales                                            | 3 6 13 14 18 19 F3          |
| Pza. Madrid 2                                                | 3 6 F3                      |
| C/ Acera de Recoletos fte. 2 esq. Pza. Zorrilla              | 2                           |
| C/ Estación del Norte esq. Recondo                           | 2                           |
| C/ Puente Colgante 2 est. de autobuses                       | 2 F2                        |
| C/ Puente Colgante 18 esq. Gabilondo                         | 2 F2                        |
| Pº Zorrilla 88 fte. pza. de toros                            | 1 2 5 7 18 19 F2            |
| Pza. Juan de Austria fte. centro comercial                   | 10 C2 F2                    |
| C/ Dr. Villacián Mº de Prado                                 | C2                          |
| C/ Dr. Villacián fte. 5 fte. Mariano de los Cobos            | C2                          |
| C/ Hernando de Acuña parc. 21 esq. Juan de Valladolid        | 8 C2                        |
| C/ Hernando de Acuña 18 esq. Manuel Silvela                  | 8 C2                        |
| C/ Hernando de Acuña 42                                      | 10                          |
| C/ Hernando de Acuña esq. Padre Llanos                       | 10                          |
| C/ Manuel Azaña 24 fte. Juan García Hortelano                | 10                          |
| C/ Manuel Azaña 56                                           | 10                          |
| C/ Federico Landrove Moiño 11                                | 8                           |
| C/ Eusebio González Suárez fte. Federico Landrove Moiño      | 8                           |

- Las paradas con asterisco (*) no están operativas ni los sábados por la tarde ni los domingos y festivos.

## Líneas relacionadas
Antes de comenzar el servicio ordinario hacia las 7 de la mañana, dos horas antes sale de Parquesol la línea PSC1 hacia el paseo de Zorrilla y los polígonos industriales de Argales y San Cristóbal circunvalado el centro, cuyo trayecto inverso se corresponde con la línea PSC3. Por la zona de Delicias pasan las líneas P6, P13 y PSC3. Además, a las 6:50h las líneas M3 y M5 conectan de forma radial dichos barrios con el centro de Valladolid. Las noches de viernes, sábados y vísperas de festivos la línea B3 da servicio al barrio de Parquesol, y la B2 a Delicias.